# Capparidia
Auxolophotis és un gènere d'arnes de la família Crambidae. Conté només una espècie, Capparidia ghardaialis, que es troba al nord d'Àfrica.